# Fideliusbezwering
De Fideliusbezwering is een term die voorkomt in de boeken over de tovenaarsleerling Harry Potter van de Britse schrijfster J.K. Rowling.
De Fideliusbezwering houdt in dat een geheim opgeslagen wordt in een mens (de Geheimhouder) en het geheim alleen maar ontdekt kan worden als de Geheimhouder de informatie (vrijwillig) prijsgeeft.

## Voorbeelden
Voorbeelden in het verhaal waar de Fideliusbezwering een rol speelt:
- Het geheime adres waar James Potter en Lily Potter zich schuilhielden. Dit was om hen te beschermen tegen Heer Voldemort.  Peter Pippeling was hierbij de geheimhouder. Pippeling verraadde de Potters aan Voldemort, en Voldemort doodde op zijn beurt James en Lily. Het lukte hem niet om ook Harry te doden: Voldemorts spreuk weerkaatste op hemzelf en hij doodde zijn eigen lichaam. Aangezien hij delen van zijn ziel had veiliggesteld in Gruzielementen kon hij als "schim" verder leven. De gebeurtenis waarbij Voldemorts lichaam werd vernietigd wordt betiteld als 'Voldemorts val'
- Het geheime adres (Grimboudplein 12) waar de Orde van de Feniks gevestigd is. Hierbij was Albus Perkamentus de geheimhouder, die ook de Orde heeft opgericht en als het ware de leider ervan was.
- In het zevende en laatste boek wordt er ook een Fideliusbezwering uitgesproken over het huis van Bill en Fleur en over het huis van de familie Wemel, en later ook over het huis van Tante Marga [als blijkt dat Ron Wemel niet met Smetbroei op bed ligt, maar met Harry Potter op zoek is naar Gruzielementen] dit om ervoor te zorgen dat er veilige verblijfplaatsen zijn voor Harry Potter en voor de leden van de Orde van de Feniks. Van de Fideliusbezwering die op het huis van de Wemels en van Tante Marga wordt uitgesproken is Arthur Wemel (de vader van Ron Wemel) de geheimhouder.

Als de Geheimhouder sterft, wordt iedereen aan wie hij of zij het geheim heeft medegedeeld Geheimhouder.